# 韋爾比奇
51°43′10″N 31°10′1″E / 51.71944°N 31.16694°E
韋爾比奇（烏克蘭語：Вербичі）是位於烏克蘭北部切爾尼希夫州裏切爾尼希夫區的村莊，始建於1756年，面積2.6平方公里，海拔高度151米，2001年人口566，人口密度每平方公里217.69人。